# Зябликово (район Москвы)
Зя́бликово — район на юго-востоке Москвы, в Южном административном округе, и одноимённый муниципальный округ. Район и муниципальное образование названы по бывшей деревне Зябликово, включённой в состав Москвы в 1960 году.
Управа района Зябликово, объединившая муниципальные инфраструктуры юго-восточных микрорайонов (6—12) Орехова-Борисова, расположена в двухэтажном небольшом здании по Кустанайской улице.

## Показатели района
По данным на 2022 год, площадь территории района составляет 435,93 га. Население — 133 658 чел. (2022). Плотность населения — 30 390 чел./км². Зябликово — самый густонаселённый район в Москве (занимает 1 место по плотности населения среди всех районов города). Площадь жилого фонда района — 1882,2 тыс. м² (2022 год).

## История
В северо-западной части современного района частично располагалось крупное село Борисово, а на остальной территории района были мелкие пустоши, принадлежавшие крестьянам сёл Борисово и Братеево. Основную часть земель района Зябликово занимали заливные луга.
Название района произошло от слова «зябля» — место, где скапливается и иногда застаивается вода. Район получил название от деревни Зябликово, которая располагалась на территории в глубоком овраге у остановки автобуса № 95 по внутренней стороне МКАД, в районе нынешних Воронежской улицы и Гурьевского проезда, между речками Хмелёвка (Шмелёвка) и Кузнецовка, за построенной Клинической больницей № 83 по Ореховому бульвару.
В настоящее время место снесённой в 1979-80 году деревни Зябликово застроено: длинным зданием 83 больницы и остальными её постройками, подстанцией скорой помощи, гаражами, владениями Метростроя, автомастерскими, под землёй проходят туннели метро от станции Красногвардейская до станции Алма-Атинская.
На месте деревни в XII веке существовали поселения славянского племени вятичей, о чём свидетельствовали ещё не так давно бывшие здесь курганы.
В 1991 году в Москве была проведена административная реформа. Вместо прежних районов были образованы 10 административных округов, в том числе Южный административный округ и в его составе временный муниципальный округ Зябликово. Территория временного муниципального округа в 1995 году была включена в состав нового района Зябликово.

## Население
| 2002     | 2010     | 2012     | 2013     | 2014     | 2015     | 2016     |
| -------- | -------- | -------- | -------- | -------- | -------- | -------- |
| 121 197  | ↗130 229 | ↗131 297 | ↗131 637 | ↗132 251 | ↗132 348 | ↗132 899 |
| 2017     | 2018     | 2019     | 2020     | 2021     | 2023     | 2024     |
| ↗132 993 | ↗133 096 | ↗133 278 | ↗133 501 | ↗133 707 | ↘133 651 | ↗133 658 |

### Национальный состав
По итогам переписи населения 2020 года проживали следующие национальности (национальности менее 0,1 % и другое, см. в сноске к строке «Другие»):
| Национальность | Численность, чел. | Доля     |
| -------------- | ----------------- | -------- |
| Русские        | 105 815           | 79,14 %  |
| Татары         | 990               | 0,74 %   |
| Украинцы       | 781               | 0,58 %   |
| Азербайджанцы  | 527               | 0,39 %   |
| Армяне         | 501               | 0,37 %   |
| Узбеки         | 257               | 0,19 %   |
| Грузины        | 249               | 0,19 %   |
| Белорусы       | 211               | 0,16 %   |
| Таджики        | 201               | 0,15 %   |
| Евреи          | 183               | 0,14 %   |
| Другие         | 23 992            | 17,95 %  |
| Итого          | 133 707           | 100,00 % |

## Территория и границы
Границы района Зябликово и внутригородского муниципального образования Зябликово проходят по: тальвегам Шмелёвского ручья и его оврага, далее по осям: Елецкой улицы и Борисовского проезда, улицы Городянки (исключая территории домовладений № 19 (к. 1 и к. 2) и 17 (к. 1) по Борисовскому проезду), по восточным границам домовладений № 15 (к. 5 стр. 1, к. 5 стр. 2 и 4) по Борисовскому проезду, оси русла р. Городни, оси Бесединского шоссе к Бесединской развязке МКАД до Шмелёвского ручья.
Таким образом, Зябликово граничит с московскими районами Братеево (север и восток), Орехово-Борисово Южное (юг, юго-запад) и Орехово-Борисово Северное (запад).

## Инфраструктура

### Транспорт

#### Метрополитен
На территории района расположены 3 действующие станции метрополитена:
- «Красногвардейская»
- «Зябликово»
- «Шипиловская»

#### Автобусы
| м77:  | Каширское шоссе — МКАД • Красногвардейская • Шипиловская • Марьино • Люблино • Печатники • Текстильщики |
| м78:  | Орехово • Домодедовская • Красногвардейская • Юго-Восточная • Выхино |
| м82:  | 14-й микрорайон Орехово-Борисова • Красногвардейская • Шипиловская • Царицыно • 6-я Радиальная улица |
| м86:  | Красногвардейская • Шипиловская • Москворечье • Каширская • Нагатинская • Верхние Котлы • Тульская • Добрынинская |
| 828:  | Красногвардейская • Домодедовская |
| 837:  | Красногвардейская • Домодедовская • Битца • Лесопарковая • Тёплый Стан |
| 887:  | Алма-Атинская • Шипиловская • Домодедовская • Тамбовская улица |
| 899:  | Красногвардейская • Москворечье • Каширская • Коломенская |
| с819: | Каширское шоссе — МКАД • Красногвардейская • Шипиловская • Домодедовская • Красногвардейская |
| с848: | Красногвардейская • Москворечье |
| с867: | Каширское шоссе — МКАД • Домодедовская • Красногвардейская • Марьино • Братиславская • ТК «Садовод» |
| с894: | Орехово • Красногвардейская • Гурьевский проезд |
| н5:   | Каширское шоссе — МКАД • Домодедовская • Красногвардейская • Шипиловская • Марьино • Братиславская • Люблино • Волжская • Кузьминки • Текстильщики • Волгоградский проспект • Пролетарская • Таганская • Китай-город |

«→» — остановки проходятся только при движении в прямом направлении; «←» — остановки проходятся только при движении в обратном направлении.

## Школы и детские сады
На территории района расположено 17 общеобразовательных школ и 23 детских сада.

## Спорт
- В районе Зябликово построен стадион «Зябликово арена». Является стадионом Любительской футбольной лиги ЮАО[26].
- ФОК «Орехово-Борисово»

Спорткомплекс является необычной постройкой — фактически, он возводился с использованием деревянных материалов, а потому получил от местных жителей ласковое прозвище «деревяшка». К пользованию посетителей готовы обновлённые раздевалки, физкультурный и тренажёрный залы, бассейн длинной 25 метров с четырьмя дорожками.
- Детская спортивная школа «FitnessDeti» по художественной гимнастике и акробатике.
- В районе работает множество фитнес-клубов

## Религия

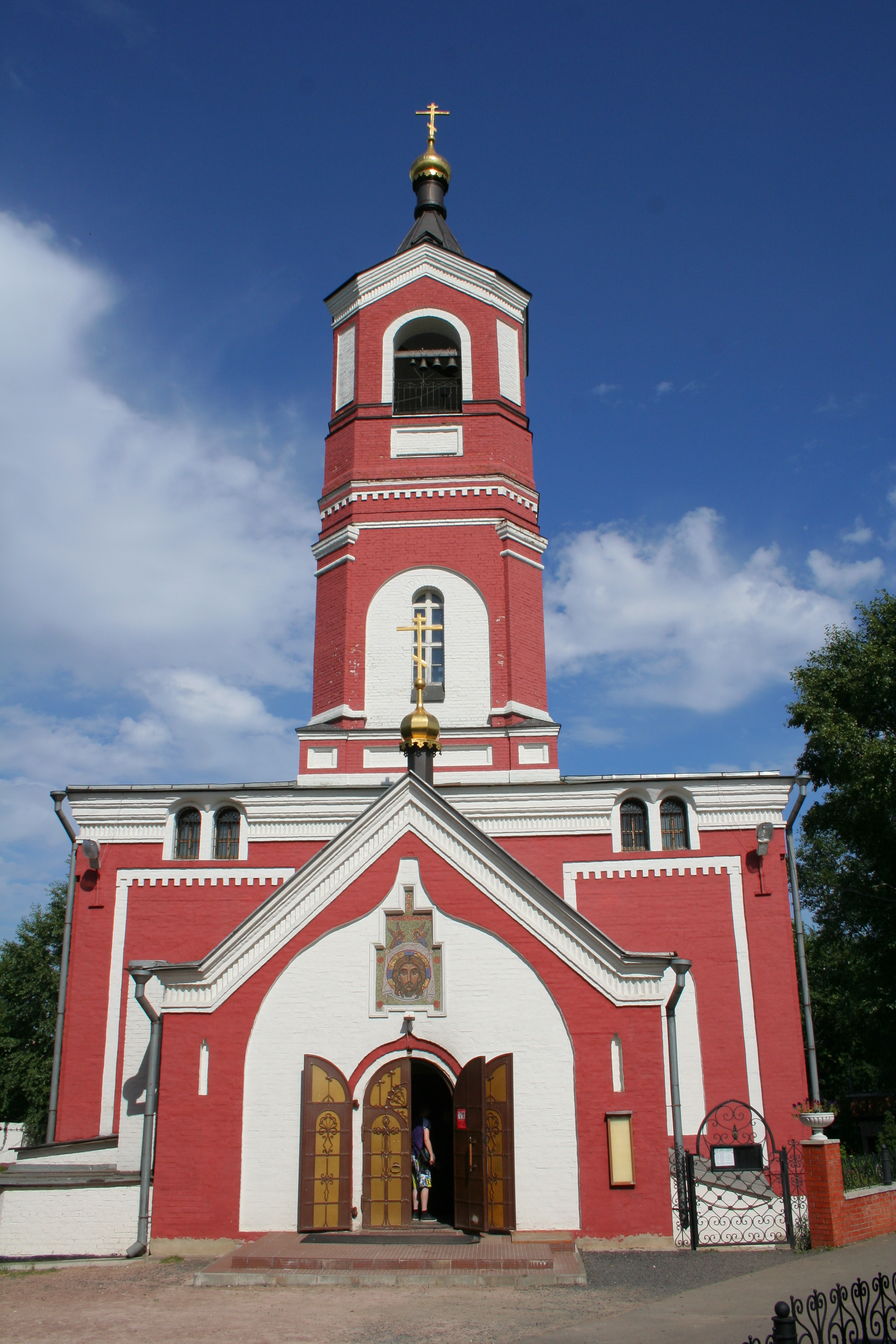
Церковь Живоначальной Троицы в Борисове

В районе есть одна действующая православная церковь — церковь Живоначальной Троицы в Борисове, входящая в состав Даниловского благочиния Московской городской епархии Русской православной церкви. Адрес церкви: Борисовский проезд, д. 15, к. 4, настоятель — протоиерей Виктор (Драчков).

## Здравоохранение
- Городская поликлиника № 214, Городская поликлиника № 17 филиал № 1;
- Детская городская поликлиника № 145 подразделение (ДГП 121);
- Федеральный научно-клинический центр специализированных видов медицинской помощи и медицинских технологий ФМБА России.

## Парки и скверы
- Сквер у метро Красногвардейская — прогулочная зона около станций метро «Красногвардейская» и «Зябликово». Она появилась в 2019 году на месте торгового центра. Здесь есть арки в форме сердечек, которые подсвечиваются в ночное время, разбиты цветники[28].

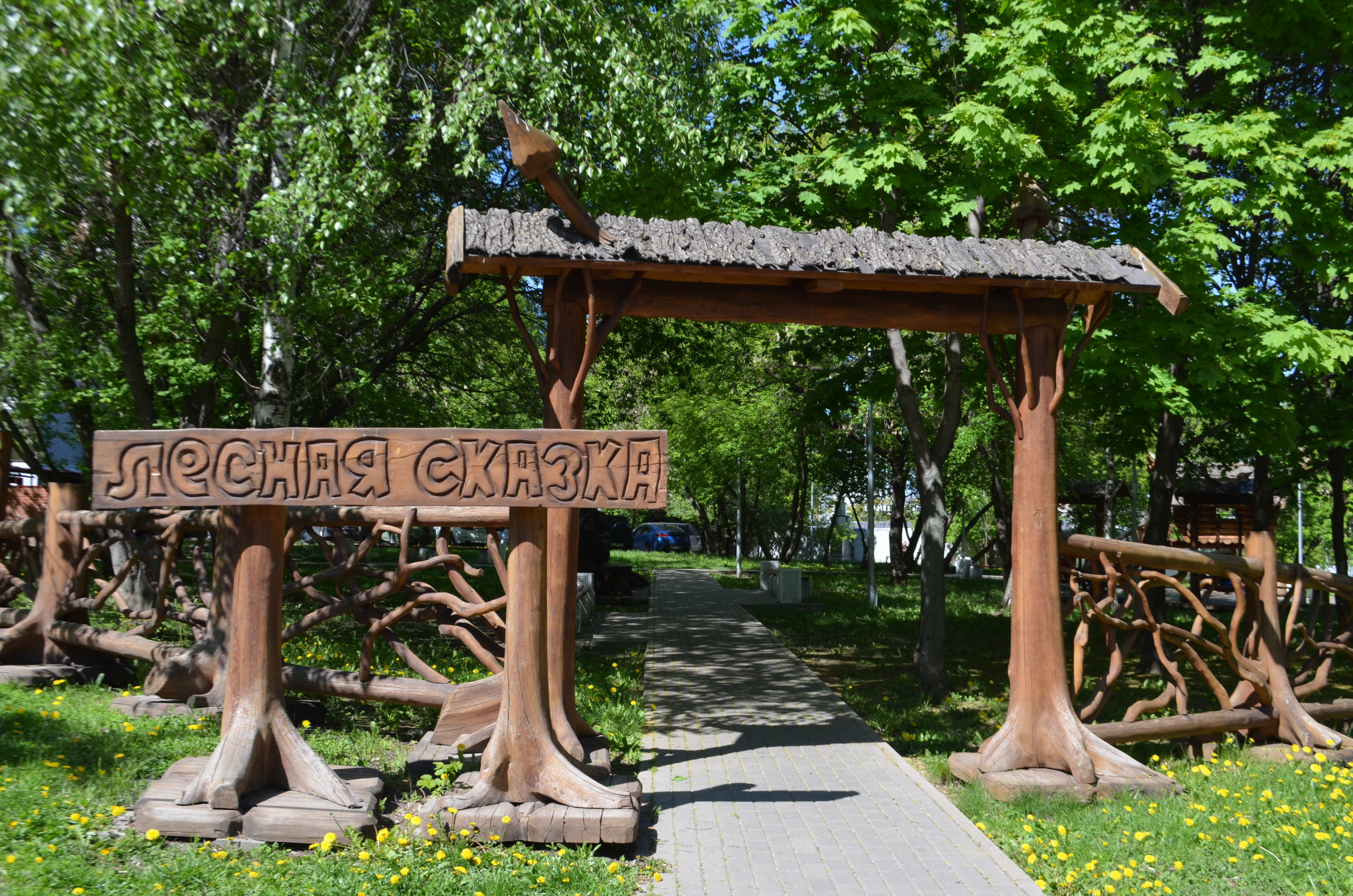
Сквер «Лесная сказка», вход с Шипиловской улицы

- Сквер «Лесная сказка» — дворовая территория на Задонском проезде, д. 18. В зоне отдыха установлены деревянные фигуры Бабы-яги, Кощея Бессмертного, а также избушку на курьих ножках в натуральную величину и стилизованные деревянные ворота «Лесная сказка»[29].

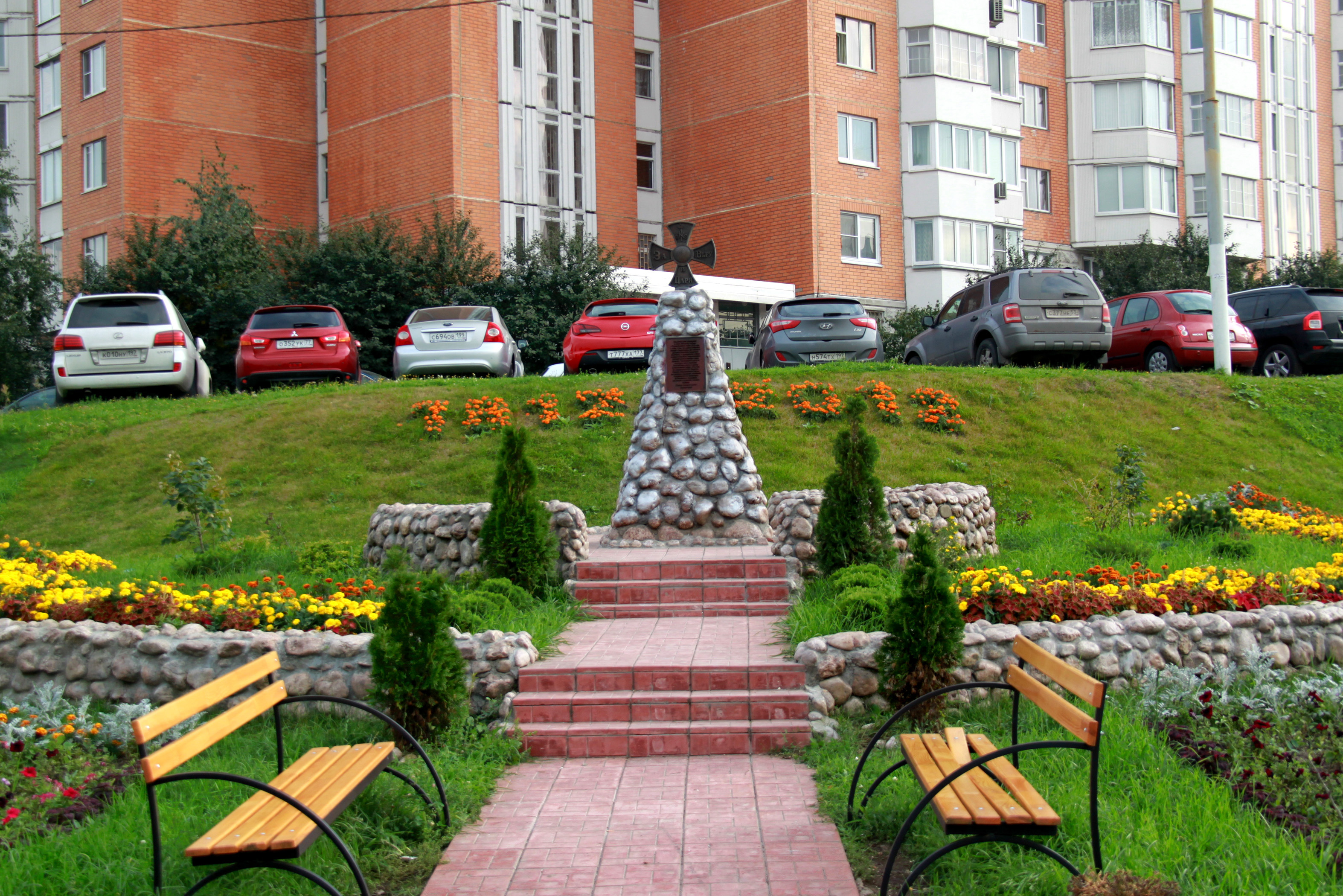
Памятник в честь 200-летия победы в Отечественной войне 1812 года на пересечении Задонского проезда и Шипиловской улицы.

- Сквер Победы — появился на месте пустыря на пересечении улиц Мусы Джалиля и Шипиловская. Здесь установили стелу, посвященную Великой Отечественной войне, сделали прогулочную галерею с информационными стендами. Здесь есть зелёный театр на несколько десятков зрителей, спортивная зона со столами для пинг-понга, текбола, многофункциональный спортивный комплекс. Оборудованы две детские площадки. На одной из них установлен большой комплекс для лазания с горкой-трубой и элементами скалодрома, а также качели, на которых одновременно могут кататься шесть детей. На второй детской площадке оборудована песочная фабрика с различными приспособлениями для игры с песком.
- Парк «Шмелёвский ручей» — зелёная зона, которая примыкает непосредственно к Ореховому бульвару. Дорожки заасфальтированы, стоят лавочки, есть тренажеры и собачья площадка. Лестницы для спуска в долину оснащены пандусами. Установлены беседки и детская площадка с игровым городком в виде сказочного корабля[30].
- Ореховый бульвар — благоустроенная территория от метро «Зябликово» до Задонского проезда. Здесь много цветов и кустарников, живая изгородь, 4 детские и 3 спортивные площадки. Есть зоны для тихого отдыха.
- Сквер «Яблоневый сад» — расположен между Борисовским и Ореховым проездами. Здесь проложены дорожки для прогулок, разбиты цветочные клумбы, установлены скамейки с навесами, садовые качели. Есть, где погулять с собакой — установлена собачья площадка. Для детей есть игровая площадка.

## Фотогалерея

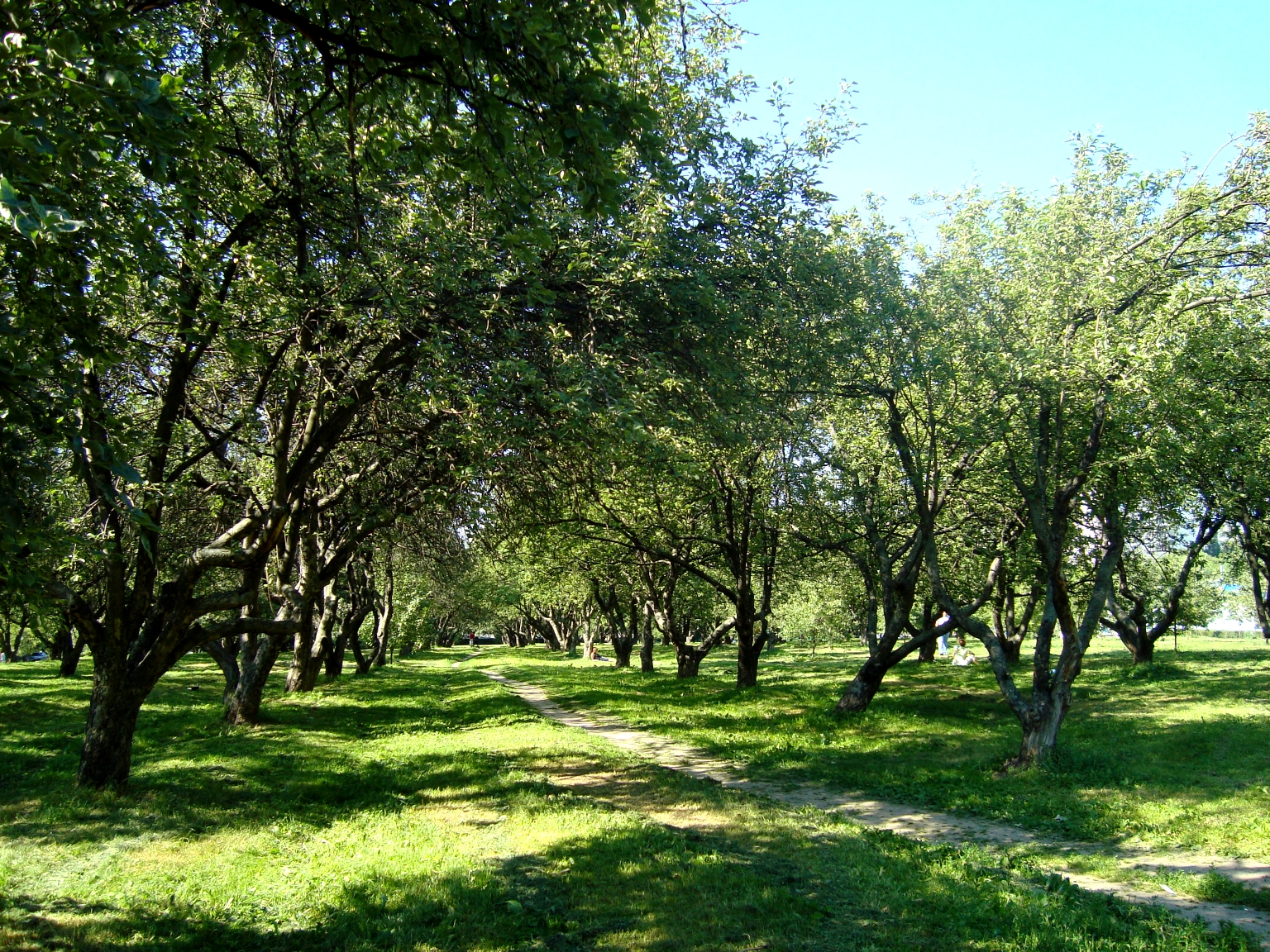
Старые яблоневые сады между Ореховым и Борисовским проездами
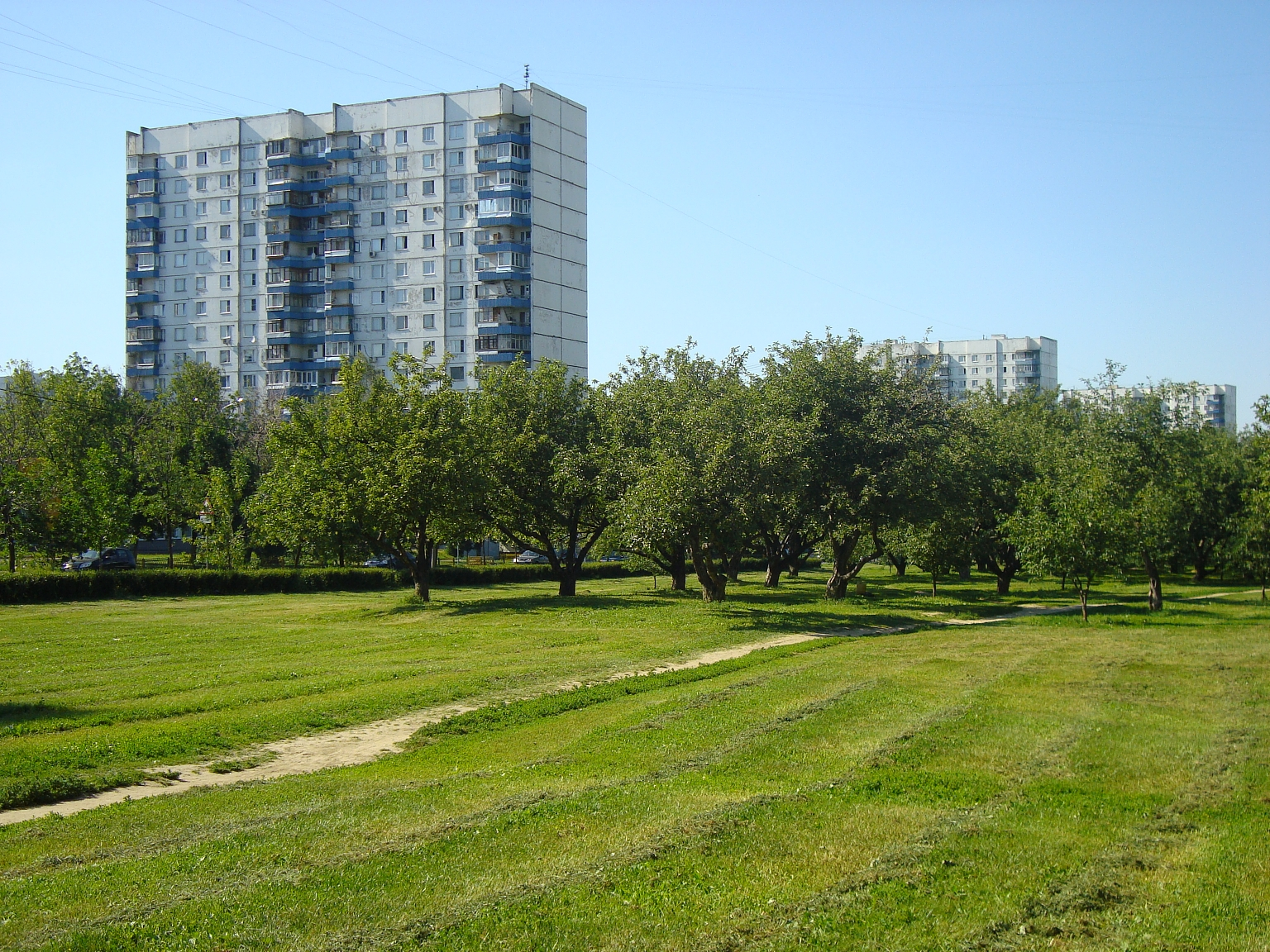
Борисовский проезд: новые дома и старые сады
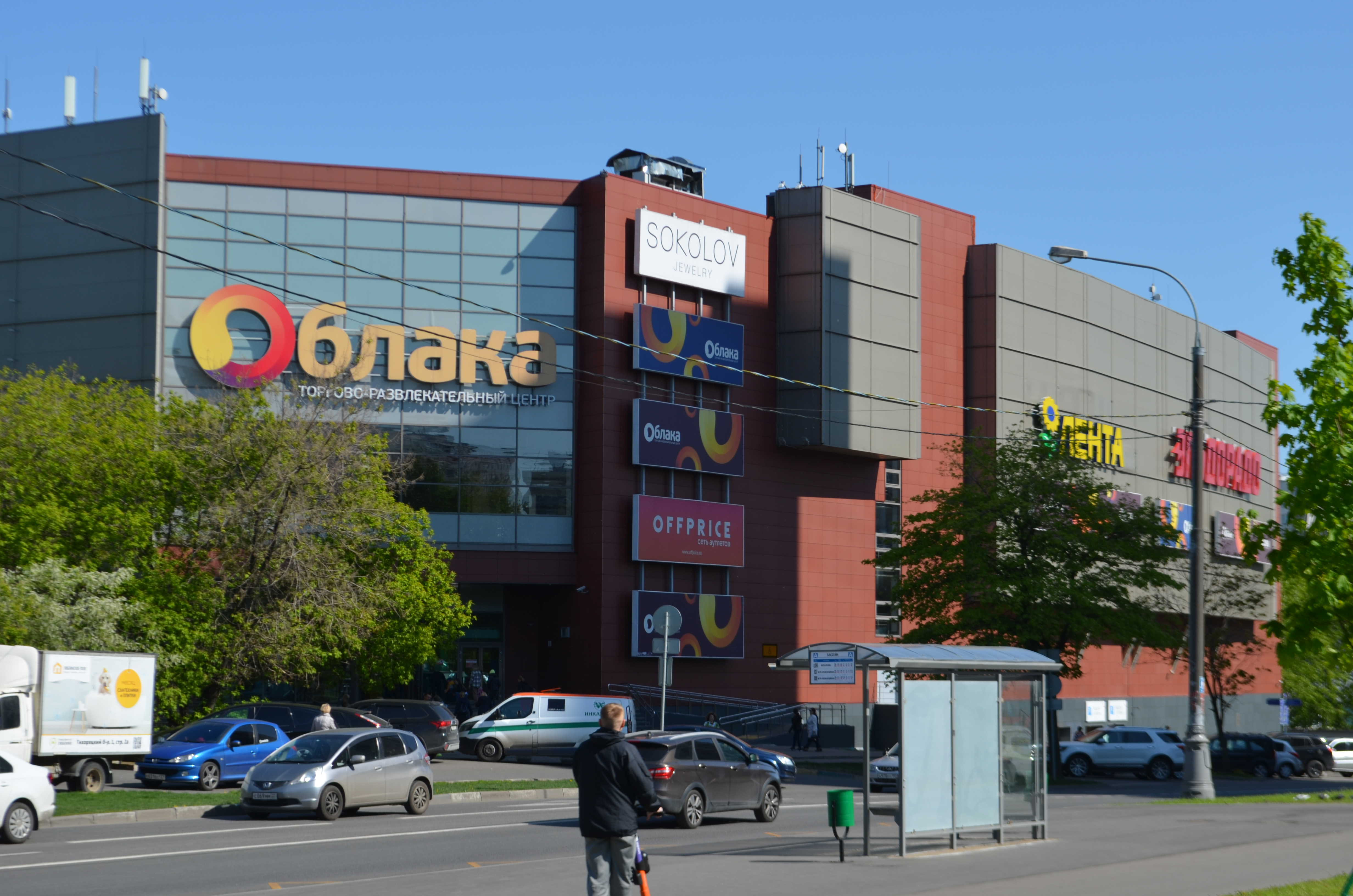
ТРЦ «Облака» на пересечении Орехового бульвара с Елецкой улицей
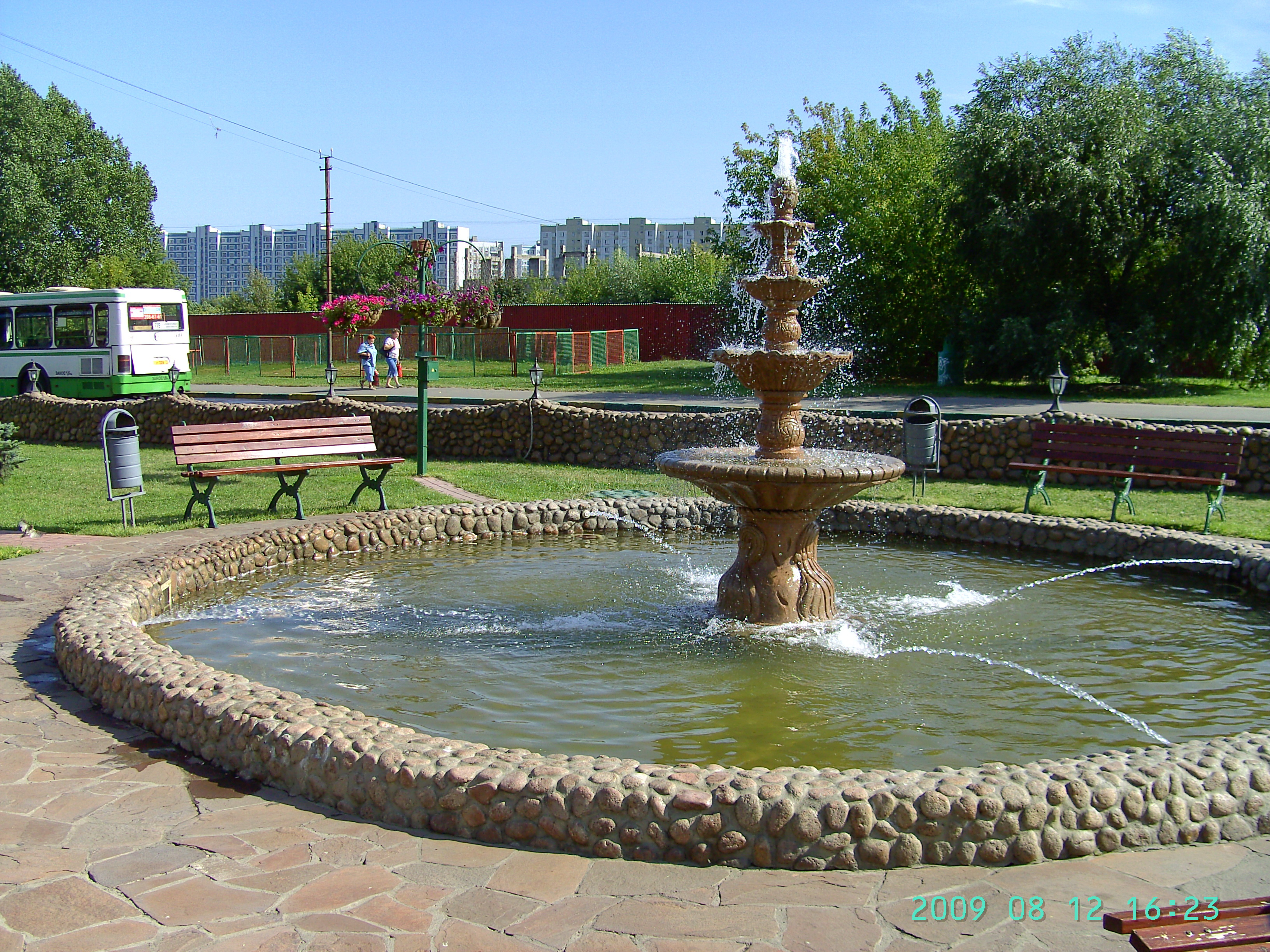
Фонтан в Зябликове, недалеко от метро «Красногвардейская»
Памятник Мусе Джалилю, установлен в начале улицы Мусы Джалиля

## Праздники в Зябликове

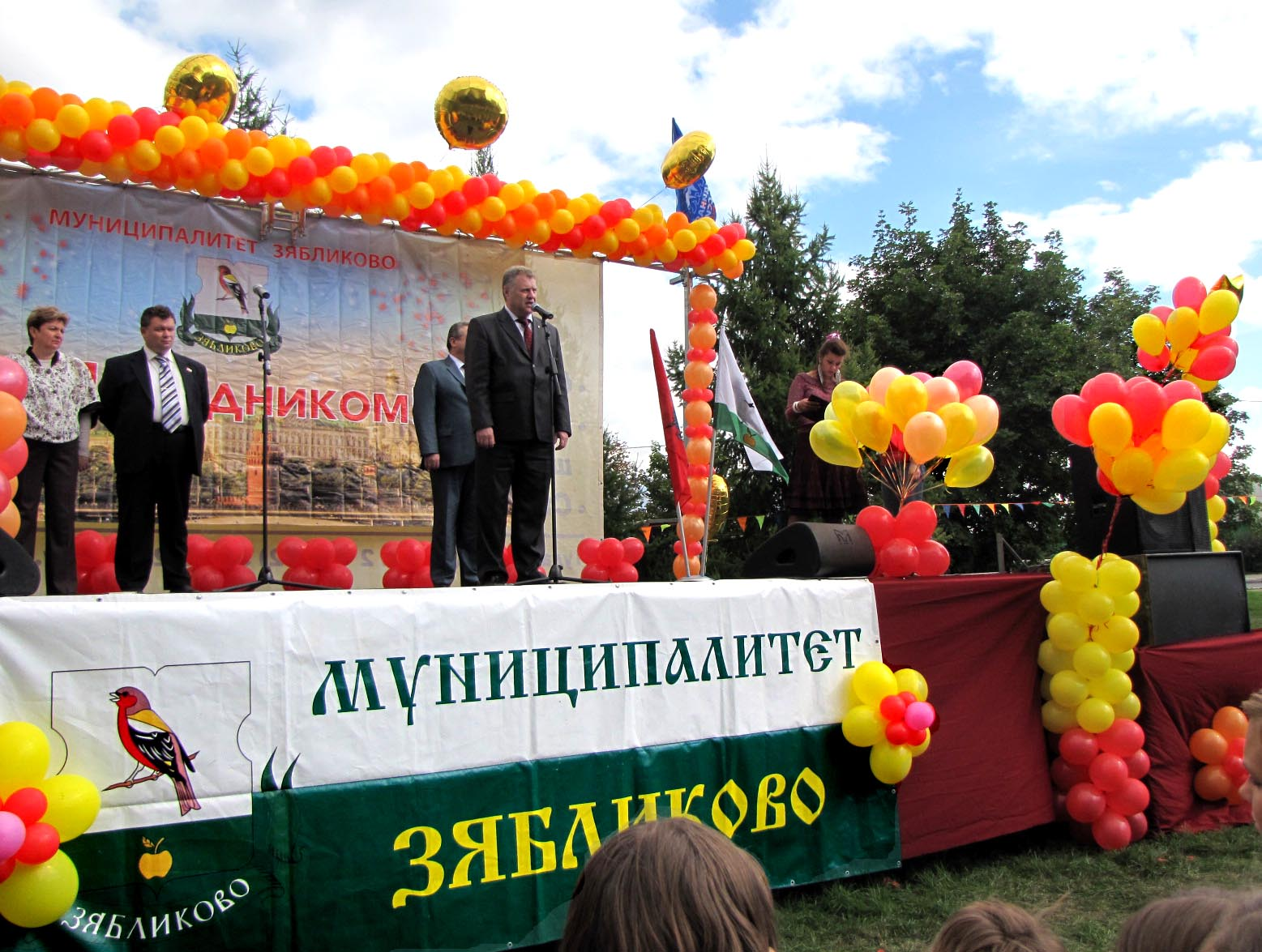
День города, 2011, Торжественная часть
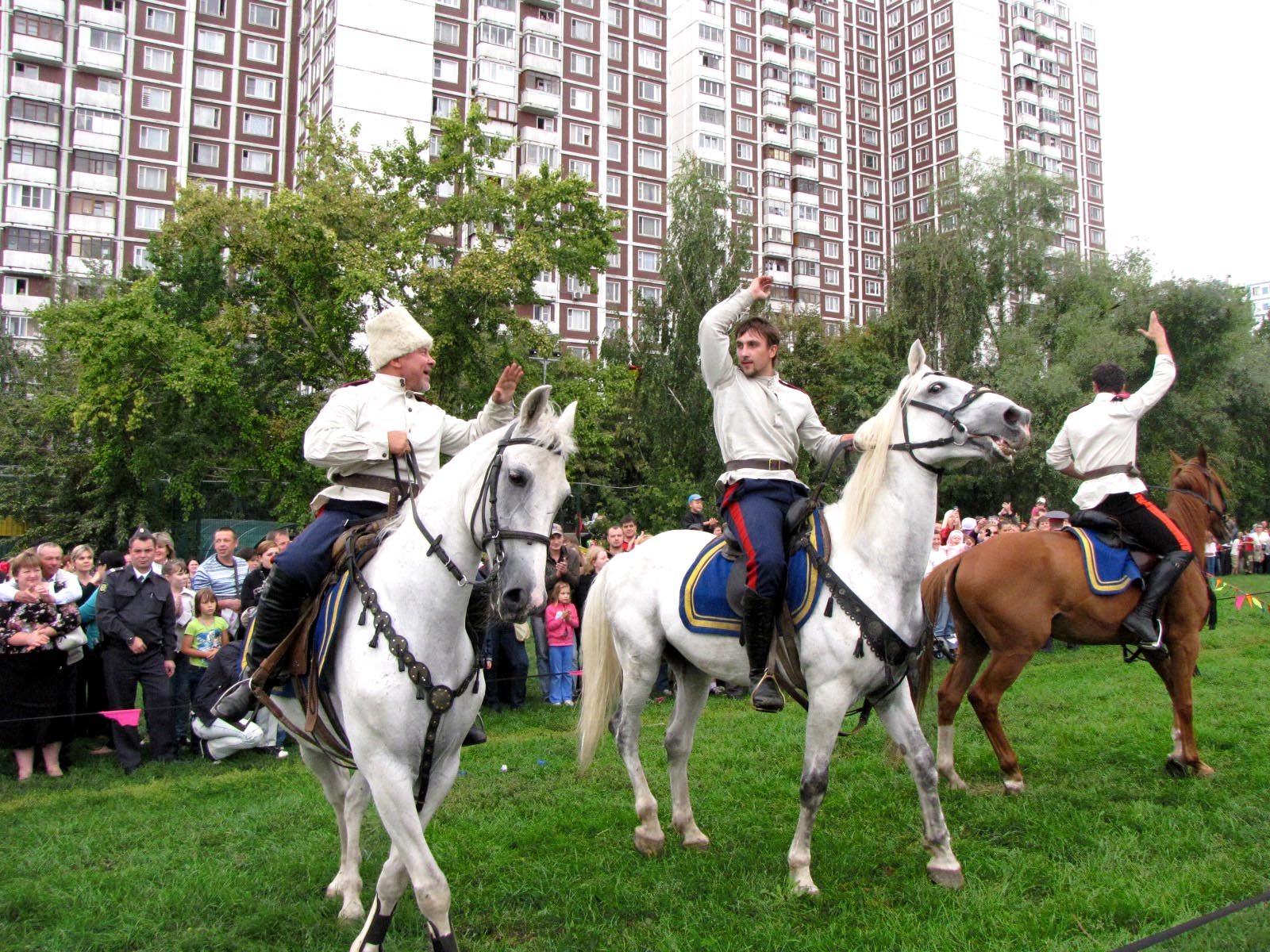
Каскадеры группа «Каро». День города, 2011 г.
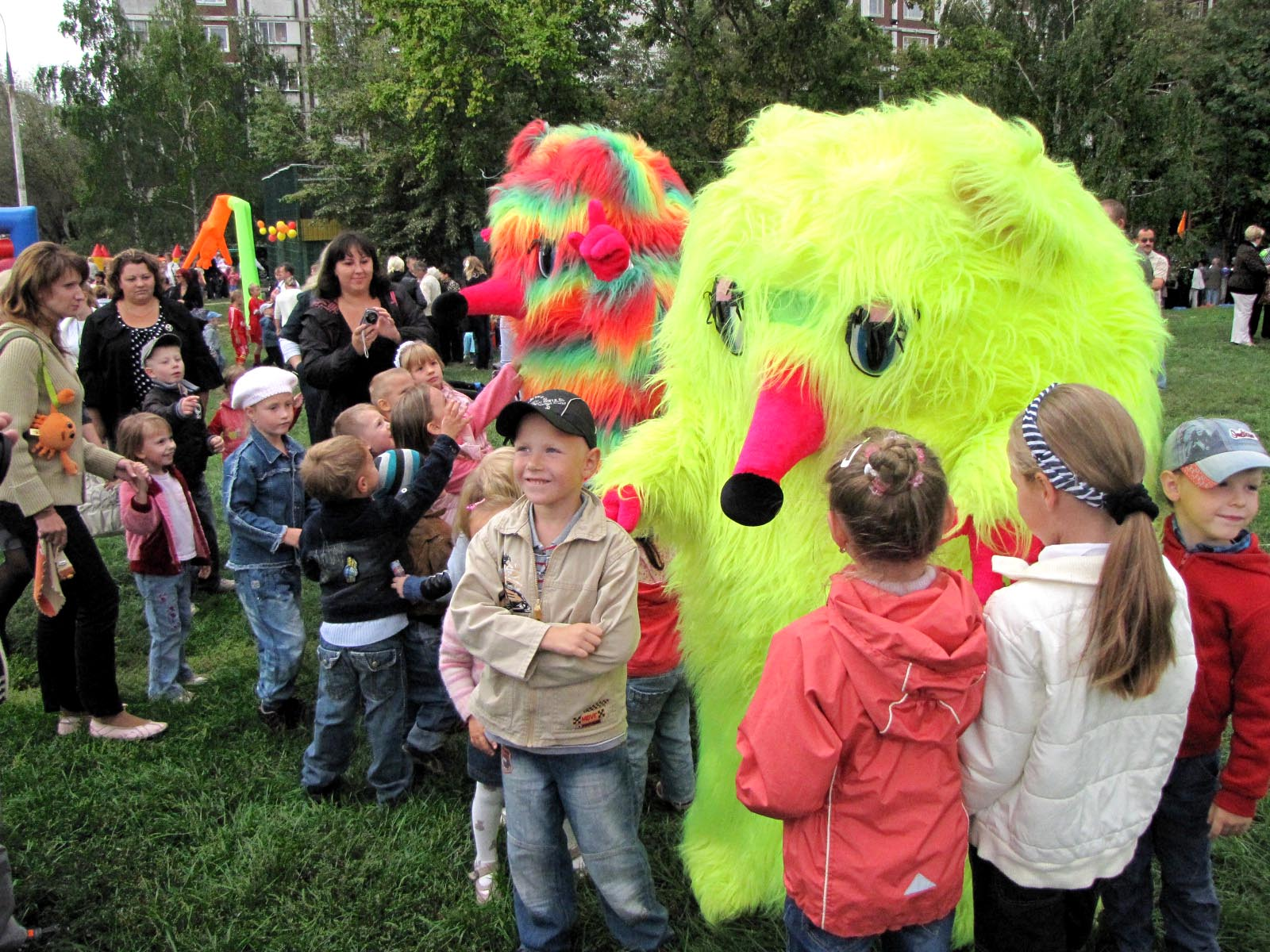
День города, 2011 г.
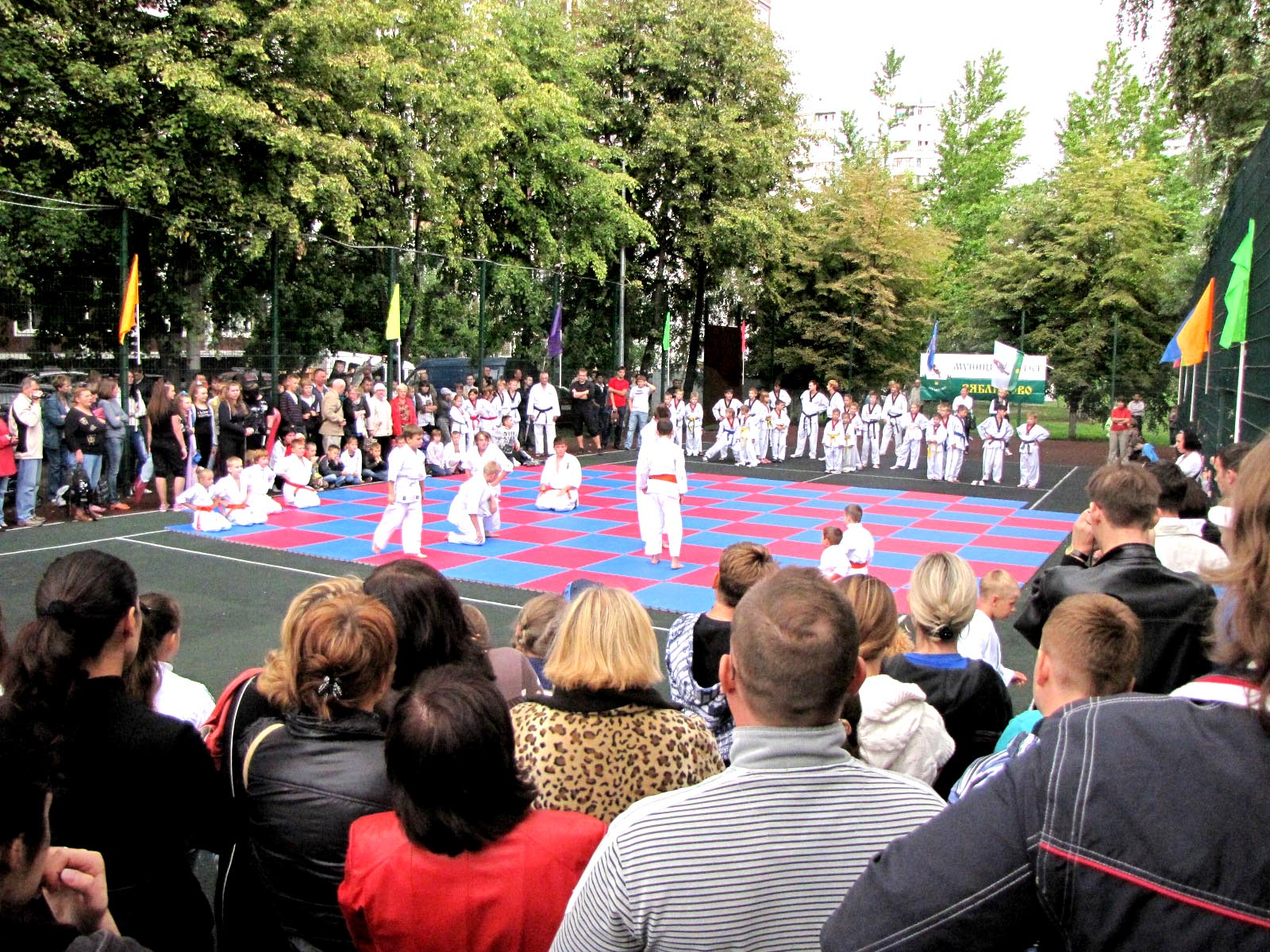
Спортивный фестиваль в День города, 2011 г.
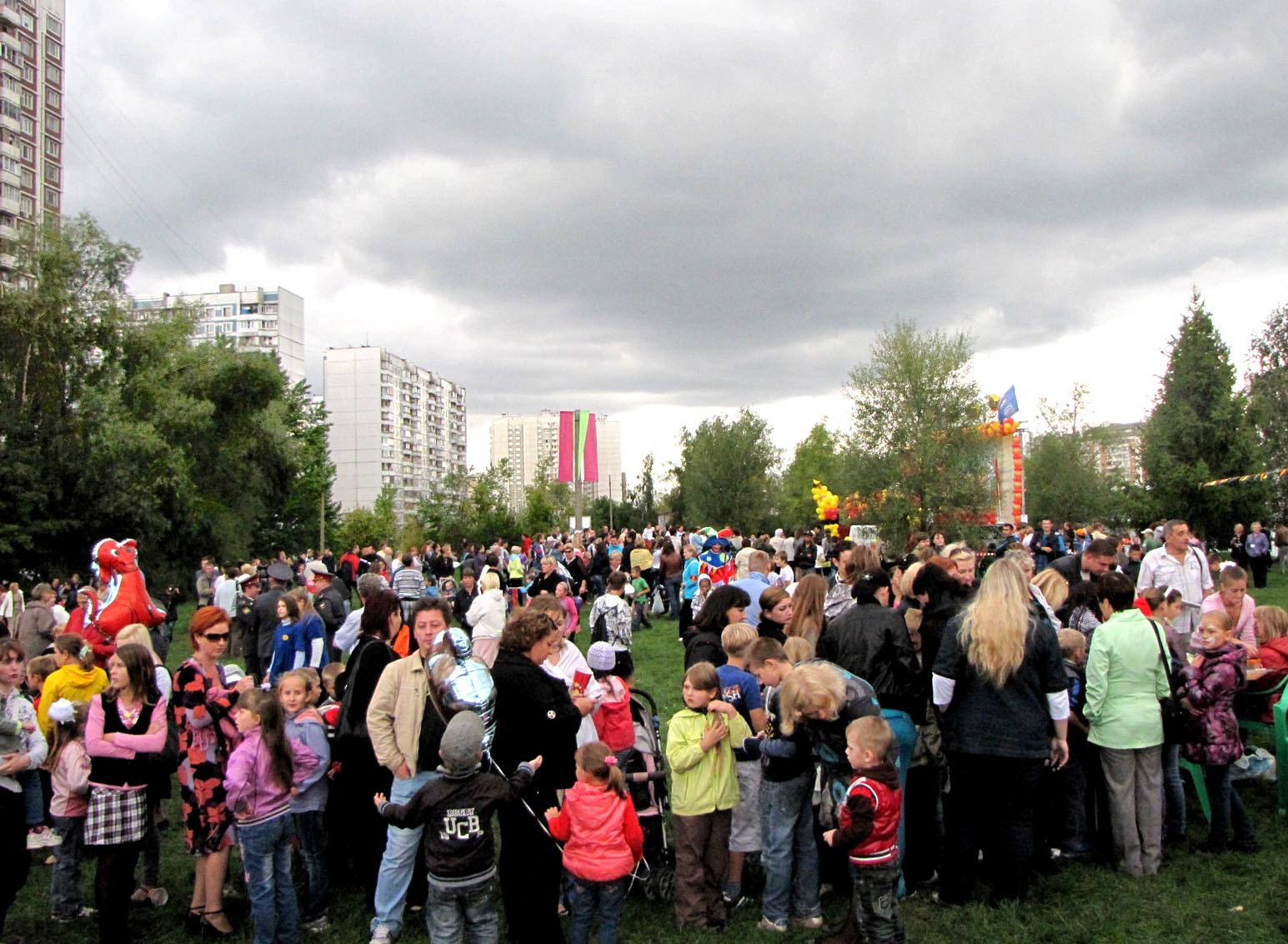
День города в Зябликове, 2011 г.